# Frank Abagnale
Ifj. Frank William Abagnale (Bronxville, New York, 1948. április 27. –) amerikai biztonsági szakember, aki a szélhámos, csekkhamisító, imposztor és szabadulóművész múltjáról híres. Az 1960-as években vált hírhedtté 2,5 millió dollárnyi aprólékos gonddal hamisított csekk beváltásával 26 országban, 5 év leforgása alatt, 16 éves korától kezdődően.
Mindezalatt állítása szerint nem kevesebb mint nyolc külön személyazonossággal rendelkezett, megszemélyesítve egy légitársaság pilótáját, egy doktort, a Börtönökért Felelős Hivatal egy ügynökét, valamint egy ügyvédet. 21 éves koráig kétszer szökött meg rendőri letartóztatásból (egyszer egy utasszállító repülőgépről, egyszer egy amerikai állami börtönből).
Kevesebb mint öt évet töltött börtönben mielőtt az Egyesült Államok kormányának kezdett dolgozni. Az FBI tanácsadója és előadója az akadémián és a helyi irodákban. Ő vezeti az Abagnale & Associates céget is, ami pénzügyi csalásokról való tanácsadással foglalkozik.
Abagnale élettörténete ihlette a Kapj el, ha tudsz! (Catch Me If You Can) c. filmet, valamint az azonos című, 2011 áprilisában színre vitt Broadway musicalt és a (szellemíró által írt) önéletrajzot.

## Gyerekkor
Abagnale négy testvér egyike volt, és az első 16 évét a New York állambeli Bronxville-ben töltötte. 16 éves korában francia édesanyja, Paulette, és édesapja, id. Frank Abagnale elváltak, és ezután ő volt az egyetlen gyermek, aki az apja felügyeletében volt. A válási tárgyaláson Abagnale elrohant, és soha többé nem látta az apját. Abagnale szerint az apja nem akarta őt mindenképpen, de azért, hogy a családot egyesíthesse, igyekezett visszanyerni az édesanyját apja 1974-es haláláig.

## Az első csalása
Az első áldozata az édesapja volt. Amint ifj. Frank érdeklődni kezdett a nők iránt, rájött, hogy nem tud rájuk eleget költeni. Hogy a nők kihasználását finanszírozni tudja, az apjától kért egy hitelkártyát, amiről üzemanyagot vásárolhatott az 1962-es Ford teherautójához, amit az apja adott neki. Elkezdett üzletet kötni a benzinkúton dolgozókkal szerte New York környezetében, hogy különféle árukkal terheljék a kártyáját, és adják neki az ellenérték egy részét, cserébe a dolgozó megtarthatta az árut. Két hónap leforgása alatt ifj. Frank 14 garnitúra autógumit, 22 akkumulátort és nagy mennyiségű benzint "vásárolt".

## A bankok átverése
Abagnale első szélhámossága csekkhamisításból állt saját bankszámlájára. Ez azonban csak korlátozott ideig működött, amíg a bank nem követelte a fizetést, ezért további bankszámlákat nyitott különböző bankokban, mialatt új identitásokat hozott létre, hogy ezt a színjátékot folytatni tudja. Idővel különféle módokat kísérletezett és fejlesztett ki arra, hogy a bankokat megtévessze.
Abagnale híres trükkjeinek egyike az volt, hogy a saját számlaszámát nyomtatta banki befizetési szelvényekre, és a kitöltetlen valós szelvények tömbjébe helyezte. Ez azt jelentette, hogy az ezen szelvényekre írt befizetések az ő számlájára kerültek a valódi ügyfelek számlái helyett.
Az egyik Florida State University-n tartott beszédében Frank leírt egy esetet, amikor észrevette a helyet, ahol a légitársaságok és autókölcsönző cégek - mint pl. a United Airlines és a Hertz - elhelyezték a napi pénzbevételüket egy csomagban és egy dobozba dobták őket a reptér területén. Magát biztonsági őrnek álcázva egy boltban vásárolt egyenruhában elhelyezett egy "Nem működik, adja át a csomagot a szolgálatban lévő biztonsági őrnek" feliratot a dobozon, így begyűjtve a pénzt. Később felfedte, hogy képtelen volt elhinni, hogy ez az ötlet ténylegesen működhetett, amikor csodálattal jelentette ki, hogy „Hogy nem működhet egy letétbe helyező doboz?"[forrás?]

## Megszemélyesítések

### Légi pilóta
A Pan American World Airways becslései szerint Abagnale 16 és 18 éves kora között legalább másfél millió km-t repült több mint 250 járaton, és 26 országban járt a légitársaság költségein ún. deadheading által, amikor is a pilótákat logisztikai célból szállítják repterek között. Ez idő alatt a hoteleket is ingyen használhatta, a szállástól az ellátásig mindent a légitársaságnak számláztatott.
Abagnale állítása szerint a valódi pilóták gyakran megkérték, hogy menet közben vegye át az irányítást. Az egyik ilyen alkalommal 9000 méter magasságban vette át az irányítást, és bekapcsolta a robotpilótát, ahogy a könyvében írja: „nagyon is átéreztem, hogy 140 élet sorsa van a kezemben, az enyémet is beleértve … mivel nem tudtam repülőt vezetni".

### Tanársegéd
Frank hamisított egy Columbia University diplomát, és ezzel szociológiát tanított a Brigham Young University-n egy szemeszteren át, tanársegédként dolgozva "Frank Adams" név alatt.

### Doktor
Majdnem egy éven át egy szülészrezidens-főnököt személyesített meg egy georgiai kórházban Frank Conners álnév alatt.

### Ügyész
Abagnale hamisított egy harvardi ügyvédi bizonyítványt, letette Louisiana államban a joggyakorláshoz szükséges vizsgákat, és 19 évesen állást szerzett a Louisiana-i Ügyészi Hivatalban. Mindez azalatt történt, amíg ő "Robert Black" álnéven futott a Pan Am elsőtisztjeként. Annak ellenére, hogy kétszer megbukott a szükséges vizsgán, állítása szerint csalás nélkül tette le a vizsgát a harmadik alkalommal, nyolc hét tanulás után. "Abban az időben Louisiana megengedte, hogy tetszőleges alkalommal próbálkozz a vizsgán. Nem kellett mást tenni, mint a hibás válaszokat újratanulni."

## Magyarul megjelent művei
- Frank W. Abagnale–Stan Redding: Kapj el, ha tudsz. A világ legfiatalabb, legpofátlanabb szélhámosának elképesztő, igaz kalandjai; ford. Köbli Norbert; Alexandra, Pécs, 2003